# Faye Hell
Faye Hell (* 4. November 1977) ist eine österreichische Schriftstellerin und freie Journalistin.

## Leben und Werk
Faye Hell lebt in der Nähe von Wien in einem Haus. Ihre Diplomarbeit hat sie im Fachbereich Cultural Studies (Schwerpunkt Film) zum Thema "Serienmörder im Film und ihre historischen Vorbilder" verfasst. In ihrer schriftstellerischen Arbeit verbindet sie subtiles Grauen mit expliziter Gewalt und Obszönität.
Seit 2007 ist sie freie Mitarbeiterin des VIRUS Magazins, seit 2021 freie Mitarbeiterin des Filmmagazins DEADLINE.
Sie ist Mitglied im Phantastik-Autoren-Netzwerk PAN.

## Romane
- Der letzte Traum, Verlag ohneohren, 2022, ISBN 978-3903296428

- Das Zeitalter der Kröte, Amrun Verlag, 2020, ISBN 978-3958693890

- Rednecks (zusammen mit M. H. Steinmetz), Redrum, 2019, ISBN 978-3959578493
- Rigor Mortis. Schattenschwarz und totgeschwiegen, Papierverzierer Verlag, 2019, ISBN 978-3959626668
- Tote Götter, Amrun Verlag, 2017, ISBN 978-3958692930
- Keine Menschenseele, Amrun Verlag, 2015, ISBN 978-3958692220

## Preise und Nominierungen
- Platz 3 beim Vincent Preis für Keine Menschenseele (Kategorie "Roman National") 2015[2].
- Gewinnerin des Deutschen Phantastik Preises 2016 für den besten Debütroman für Keine Menschenseele[3].
- Gewinnerin beim Vincent Preis für die Kurzgeschichte Cock Sucking Porno Vampires from Hell 2016[4].
- Shortlist Deutscher Phantastik Preis 2017 für die Kurzgeschichte Cock Sucking Porno Vampires from Hell[5].
- Platz 2 beim Vincent Preis für Tote Götter (Kategorie "Roman National") 2017.
- Gewinnerin beim Vincent Preis für die Kurzgeschichte Alma Mater 2017[6].
- Shortlist Skoutz-Award 2018 für den Roman Tote Götter[7].
- Gewinnerin Vincent Preis  für Rigor Mortis (Kategorie "Roman National") 2018[8].
- Shortlist Skoutz-Award 2019 für den Roman Rigor Mortis[9].
- Phantastik Bestenliste Juli 2019 für den Roman Rigor Mortis[10].